# テクノバ
株式会社テクノバ（Technova Inc.）は、トヨタグループの技術系シンクタンクである。1978年に設立され、エネルギー・環境、交通システム、その他の先進技術についての調査、研究、コンサルティング、新事業プロモーションを主な事業内容としている。

## 主な事業分野
「エネルギー・環境」、「交通」、「先進技術・その他」の3つを事業分野として掲げている。エネルギー・環境分野では、化石系エネルギーおよび再生可能エネルギー全般のほか、常温核融合技術、水素利用技術、超伝導応用技術、メタンハイドレートなどについての調査・研究実績がある。交通分野では、給電・充電システム、燃料電池、自動車用レアメタル資源のほか、超伝導応用や高度道路交通システムを用いた新交通システムに関する調査・研究を行っている。その他先進技術分野として、テラヘルツ波応用技術や植物工場に関する調査研究を行っているほか、地域活性やエネルギー政策のプロモーション、学会や国際会議の運営支援などを行っている。2012年には、水素を利用した再生可能エネルギー需給システムの調査・研究・普及を目的としたHyGrid研究会を設立した。

## 主要株主
- アイシン
- トヨタ自動車